# Xanəgah (Lerik)
Xanəgah è un comune dell'Azerbaigian situato nel distretto di Lerik. Conta una popolazione di 909 abitanti.